# باخهاگل
باخهاگل (به آلمانی: Bachhagel) یک شهر در آلمان است که در بایرن واقع شده‌است.

## خصوصیات
باخهاگل ۱۹٫۷۲ کیلومترمربع مساحت دارد ۴۷۱ متر بالاتر از سطح دریا واقع شده‌است.